# Middenloop Zwalm
Middenloop Zwalm is een erkend natuurreservaat in de Zwalmvallei langs de Zwalm in de Vlaamse Ardennen in Zuid-Oost-Vlaanderen (België). Het reservaat bestaat uit verschillende deelgebieden (onder meer Boterhoek, Bruggenhoek, Bruul, Jan de Lichte, Jansveld, Moriaan, Rozenhoek, Vossenhol (aan het Kloosterbos en het Vijfstratenbos) en de Steenbergse bossen) op het grondgebied van Zottegem, Zwalm en Brakel. Het natuurgebied beslaat een totale oppervlakte van ruim 150 ha aan bermen, graslanden en bossen en wordt beheerd door Natuurpunt afdeling Zwalmvallei. De Boembekemolen en het Mijnwerkerspad liggen in het natuurgebied. Het reservaat is erkend als Europees Natura 2000-gebied (Bossen van de Vlaamse Ardennen en andere Zuid-Vlaamse bossen) en maakt deel uit van het Vlaams Ecologisch Netwerk.

## Landschap
In het natuurreservaat “Middenloop Zwalm” meandert de Zwalm door het reliëfrijke landschap van de Zwalmvallei in de Vlaamse Ardennen. De middenloop wordt gekenmerkt door een asymmetrisch dal. In het natuurgebied “Middenloop Zwalm” zijn de oostelijke tot zuidoostelijke dalwanden met in hoofdzaak noordwest-tot westwaarts gerichte hellingen het steilst. Dit asymmetrische dal is vermoedelijk ontstaan door langdurige verschillen in sneeuwbedekking en afsmeltingsduur. Het landschap van de vallei, die regelmatig overstroomt, bestaat uit een groen lappendeken van beekdalbossen, graslanden en moerassige gedeelten. In 2020 werd in het natuurgebied nabij de monding van de Traveinsbeek nieuw bos aangeplant. In 2023 schonken nazaten van de molenaarsfamilie Simoens (Ter Biestmolen) 3,7 ha bos; het Simoensbos ligt in Sint-Maria-Latem en een klein stukje in Dikkele.

## Deelgebieden
- Het deelgebied Vossenhol werd in 1980 als eerste perceel aangekocht door De Wielewaal vzw. Het droge hooiland aan de Vossenholstraat sluit aan op het Kloosterbos en het Vijfstratenbos; het gebied omvat ook nattere natuur rond de Zegelaarbeek.
- Het deelgebied Jansveld heeft natte ruigtes en goed ontwikkelde broekbossen met dotterbloemen.
- Het deelgebied Bruul omvat vochtige meersen en natte ruigten.
- Het deelgebied Boterhoek vertoont asymmetrische reliëf van de Zwalmvallei met graslanden en bosjes.
- Het deelgebied Jan de Lichte langs het Jan de Lichtepad omvat onder andere een grotendeels moerassig weiland met een rijke plantengroei en een bosje langs de Molenbeek. Het deelgebied sluit aan op het Wachtspaarbekken Bettelhovebeek.
- Het deelgebied de Steenbergse bossen is een gemengd heuvellandschap van bossen, weiden, akkers, kleine landschapselementen, bronbeken en kwelgebieden.

## Fauna
In de heldere bronbeken die de Zwalm voeden, leven de uiterst zeldzame rivierdonderpad, beekforel, beekprik en de vuursalamander. Rond de rivier broeden vogels als de ijsvogel en de grote gele kwikstaart.

## Flora
Op de valleiflanken komen er verschillende bostypes voor, voornamelijk eiken-haagbeukenbossen en beukenbossen. In het voorjaar ontstaat in deze bossen een kleurig tapijt van boshyacint, daslook, bosanemoon, salomonszegel, eenbes, muskuskruid, wrangwortel, en slanke sleutelbloem. De meer moerassige gedeelten bestaan uit ruigtes met moerasspirea en moerasdistel.

## Natuurbeleving
In het natuurreservaat zijn verschillende bewegwijzerde wandelingen uitgezet, zoals in het deelgebied “Vossenhol” (rode lus 4 km) en het deelgebied “Jansveld” (blauwe lus 3,5 km). Het voor fietsers en wandelaars vrij toegankelijke Mijnwerkerspad doorklieft bovendien het hele gebied. Rond de Boembekemolen lopen een landschapswandeling (wit-groene markering 11 km), een groene, rode en blauwe route en het Wardpad. Het bewegwijzerde "Jan de Lichtepad" in Velzeke volgt de loop van de Molenbeek langs het Wachtspaarbekken Bettelhovebeek en doet deelgebied “Jan de Lichte” aan. De wandelknooppuntennetwerken "Vlaamse Ardennen Zwalmvallei" en "Vlaamse Ardennen Bronbossen", de GR122 en de Streek-GR Vlaamse Ardennen lopen ook door de verschillende deelgebieden heen.

## Afbeeldingen

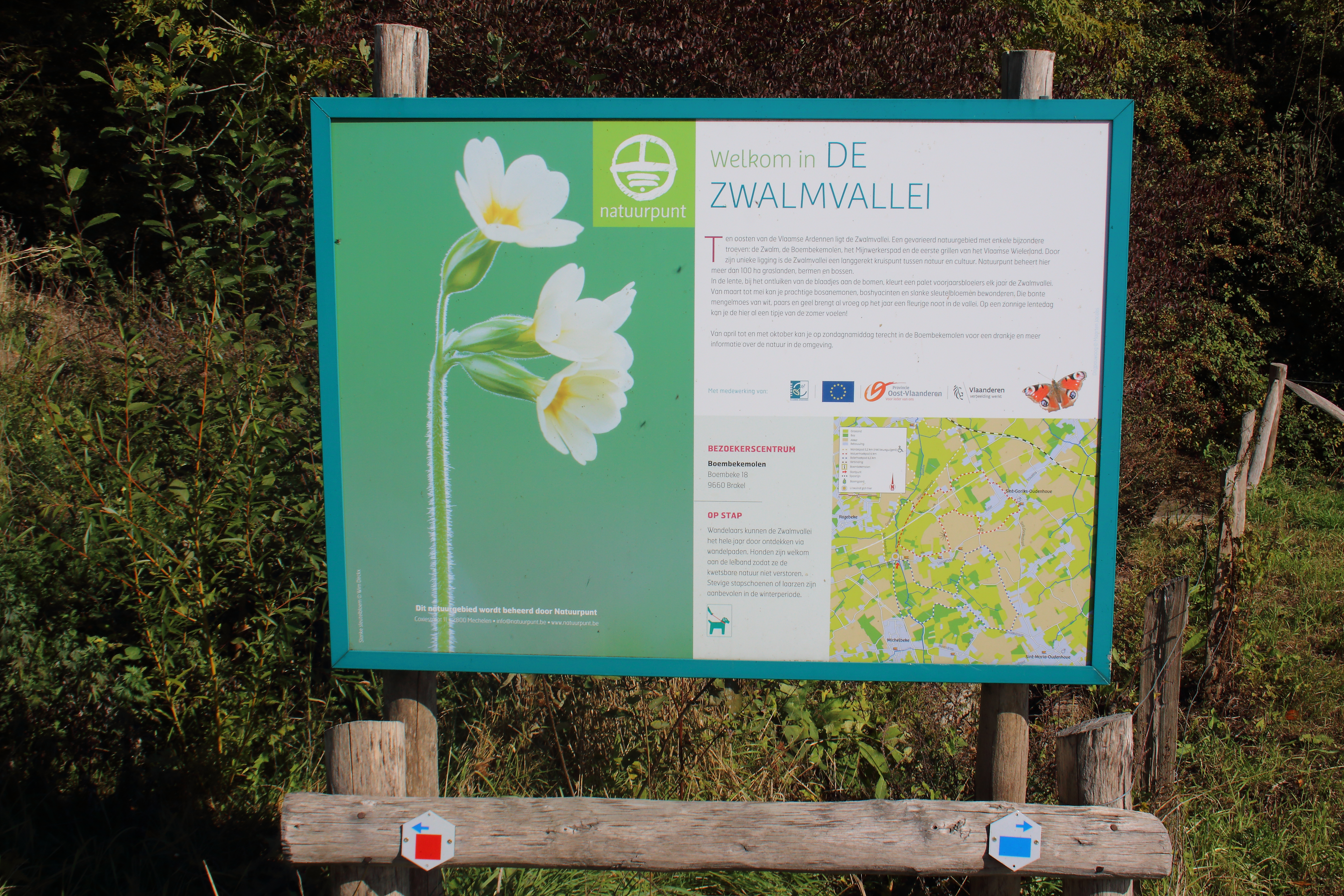
infobord
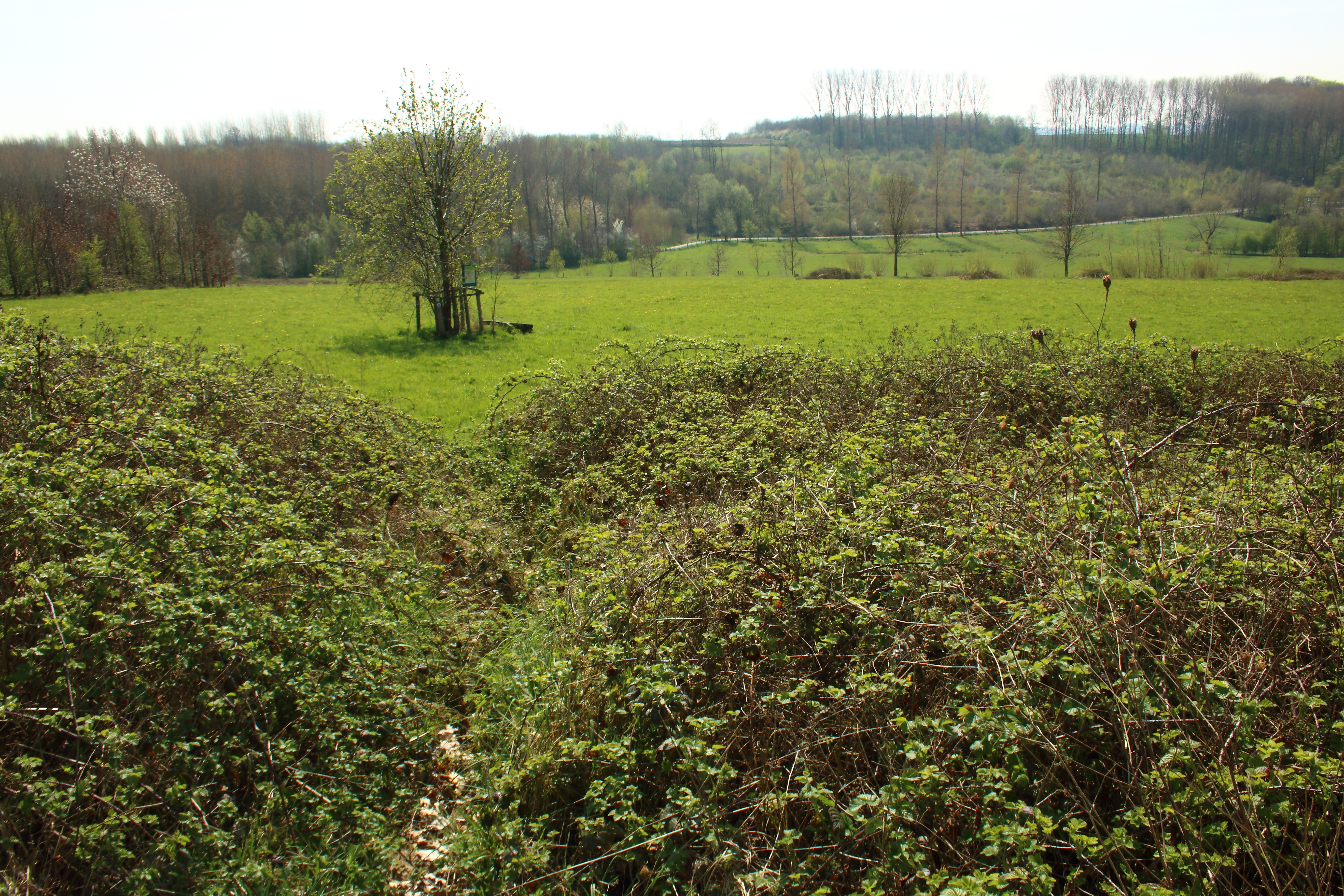
deelgebied 'Vossenhol'
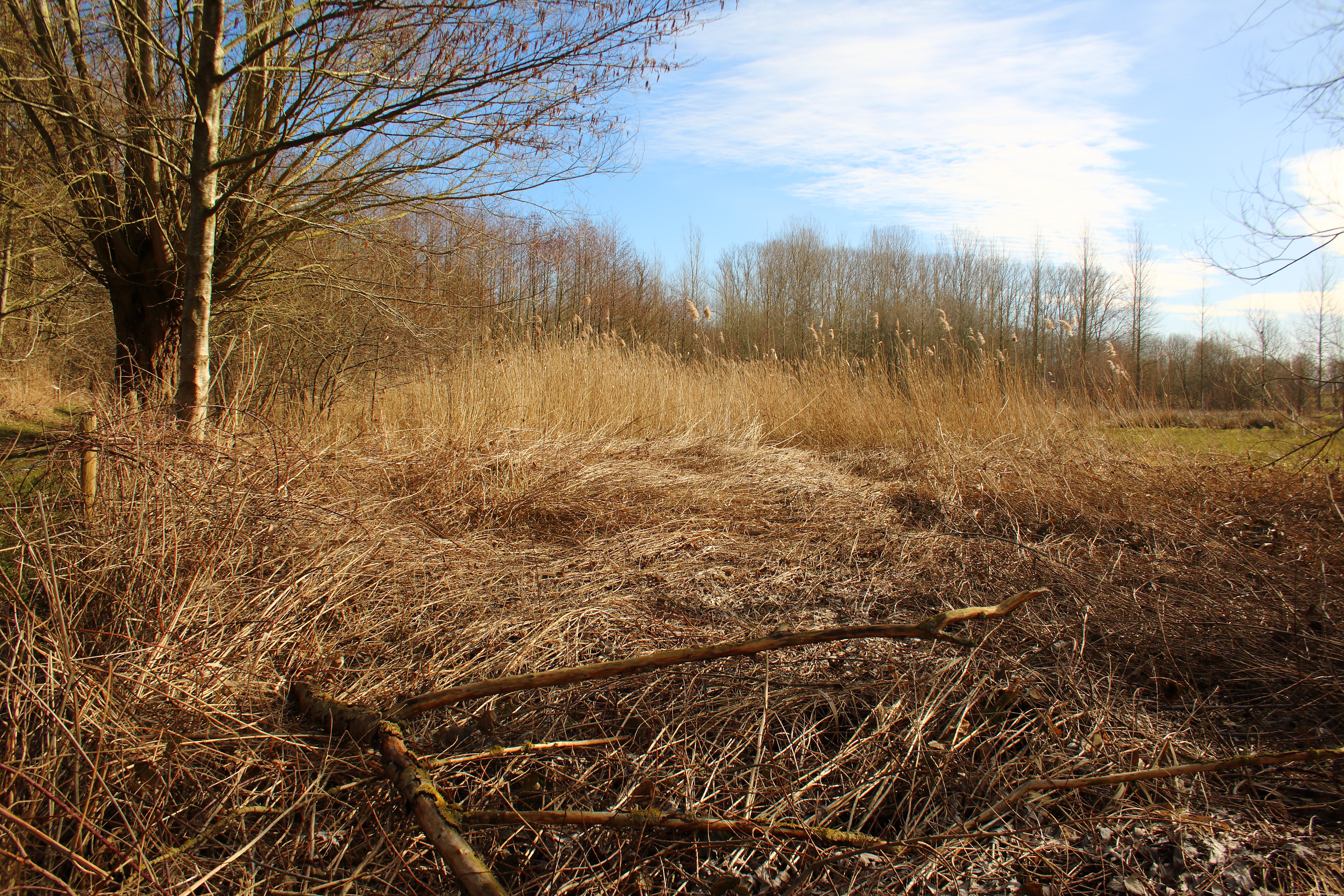
deelgebied 'Jan de Lichte'
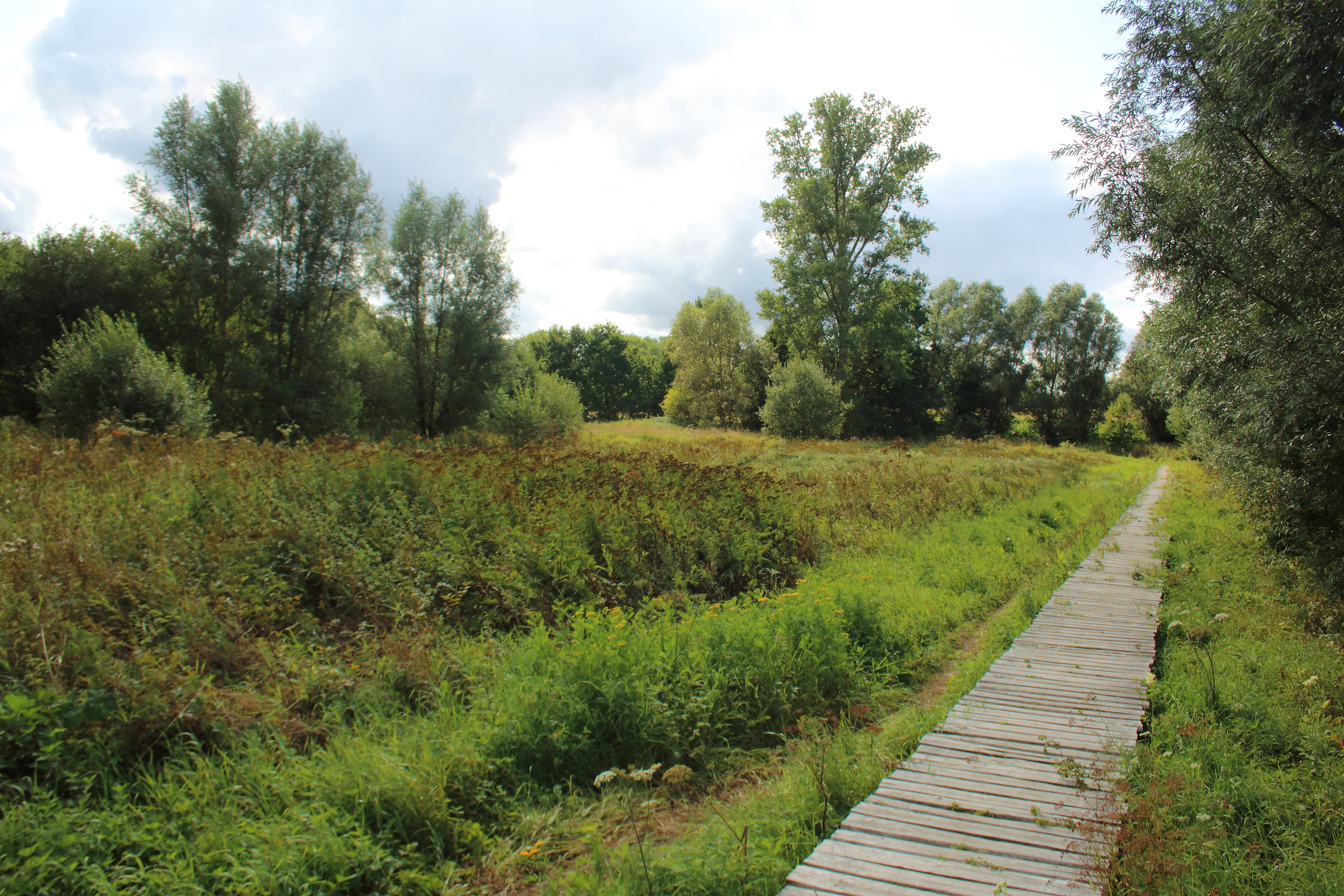
deelgebied 'Jansveld'
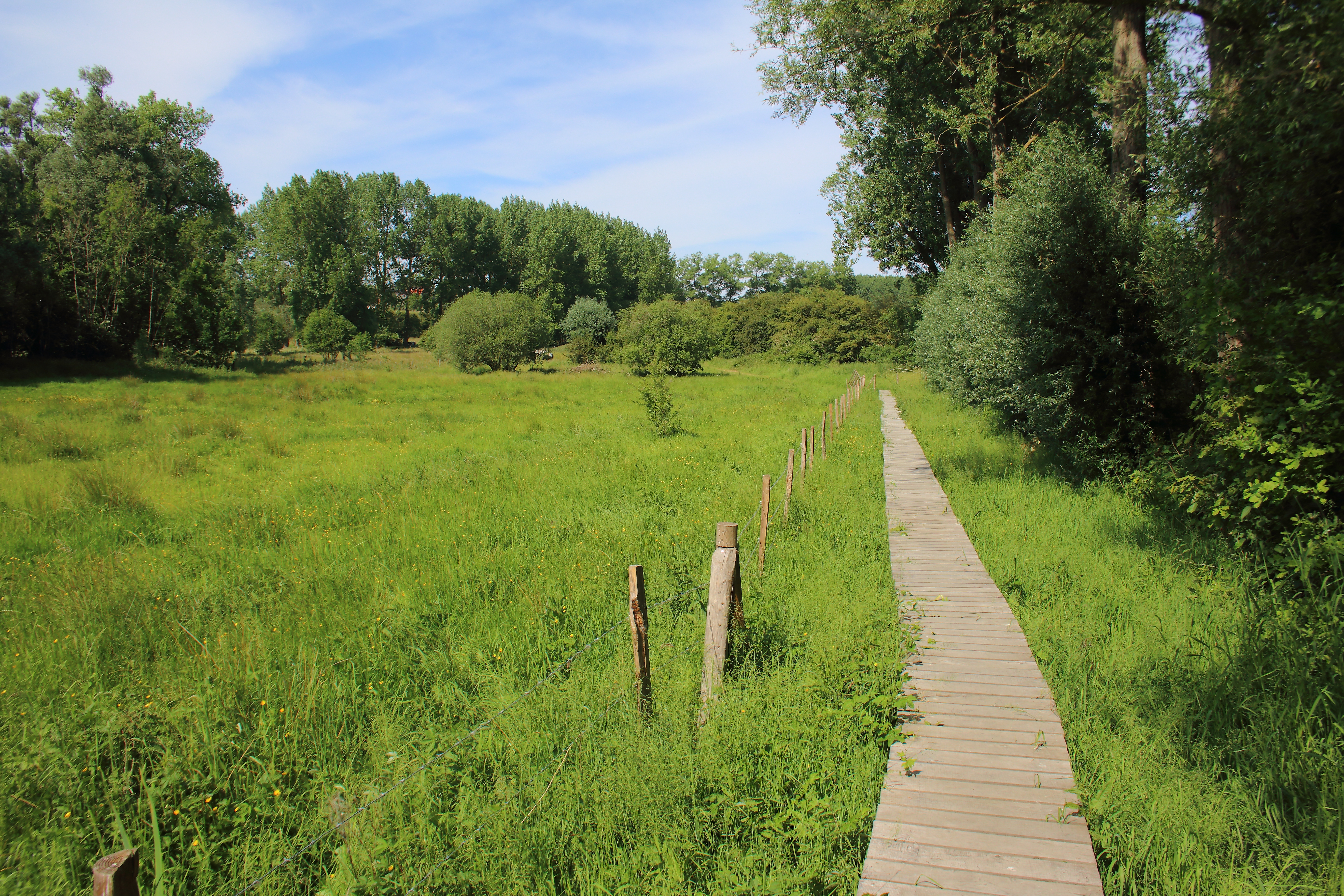
deelgebied 'Boterhoek'
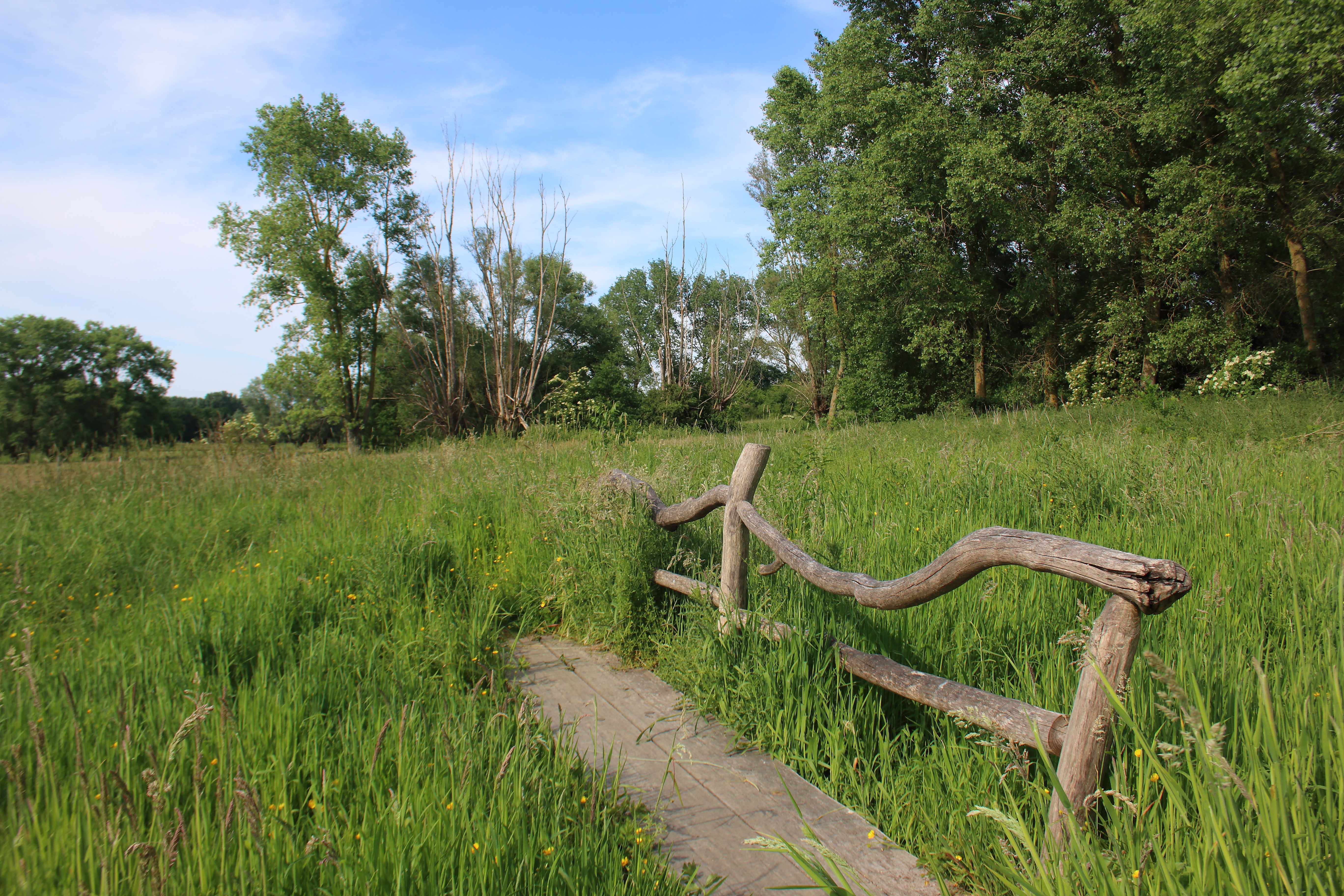
Wardpad
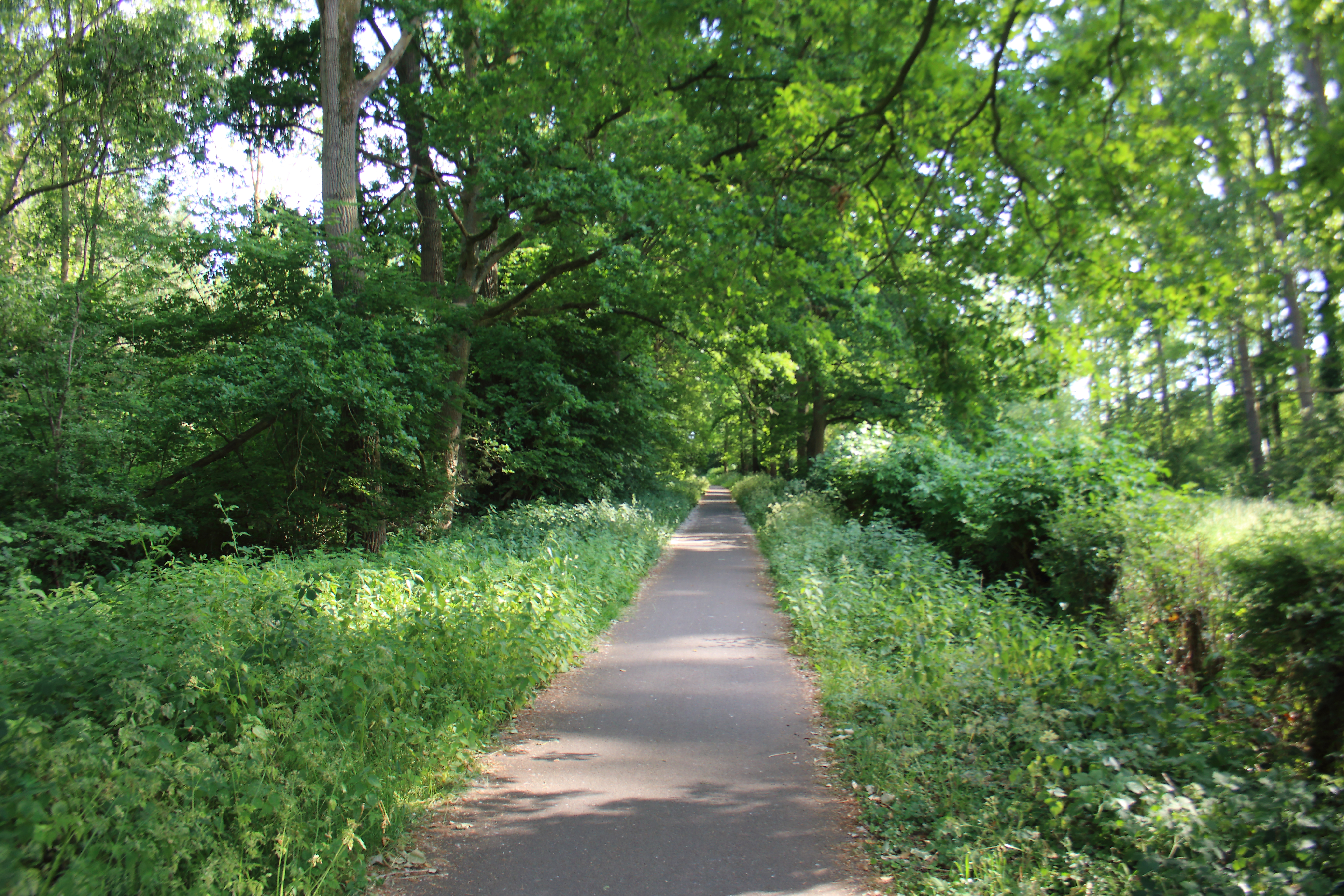
Mijnwerkerspad